# Traité de Tartu (russo-estonien)
Pour les articles homonymes, voir traité de Tartu.
Le traité de Tartu (en russe Тартуский мирный договор между РСФСР и Эстонией et en estonien Tartu rahuleping) est un traité de paix signé le 2 février 1920 entre la république socialiste fédérative soviétique de Russie d'une part et la république nouvellement indépendante d'Estonie, qui faisait auparavant partie de la Russie impériale. La guerre d'indépendance estonienne prit fin avec la trêve du 1er janvier 1920 entre la Russie bolchévique et l'Estonie.
Le traité avec la Russie reconnaissait l'indépendance de cette dernière. Le traité résolvait les disputes et problèmes suivant la cessation des hostilités comme la délimitation des frontières et le transfert de propriétés.

## Texte
Le texte, rédigé en russe, en estonien, immatriculé à la Société des Nations est publié en anglais et en français, sous le no XI, en 1922.
Sa ratification par l'assemblée constituante d'Estonie a lieu le 13 février 1920 ; ratifié par le Comité central le 4 février 1920 et l'échange des instruments de la ratification adviendra, à Moscou, le 30 mars 1920.

## Délégations

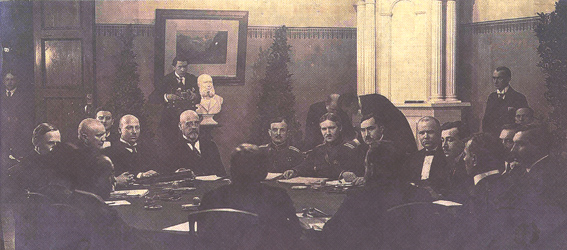
Les délégations estoniennes et soviétiques.

Sont présents, comme observateurs, la Finlande, l'Ukraine, la Biélorussie et la Pologne.

### Pour l'Estonie
- Jaan Poska,
- Jaan Soots (en),
- Victor Mutt (et), colonel comme expert,
- Aleksander Oinas (et), comme expert en économie,
- Karl Ast (en), ingénieur,
- Rein Eliaser (et), de l'ambassade estonienne en Russie
- William Tomingas (et), secrétaire du ministre des Affaires étrangères.

### Pour laRSFSR
- Adolf Joffe, du Soviet suprême,
- Leonid Krassin, commissaire du Peuple,
- Maxime Litvinov,
- Karl Radek,
- Isidor Gukovski (en),
- Fiodor Kostïaïev (en), Mikhaïlov, experts militaires et généraux,
- Paul Konstantinovitch von Benckendorff, expert de la marine,
- V. Rasolts, chef de bureau.

Les signataires du traité sont : Jaan Poska, Ants Piip (en), Mait Püümann (et), Julius Seljamaa (en), en tant que membres de l'assemblée constituante, et Jaan Soots (en), général, pour l'Estonie ; Adolf Joffe et Isidore Gukovski (en), pour la RSFSR. 

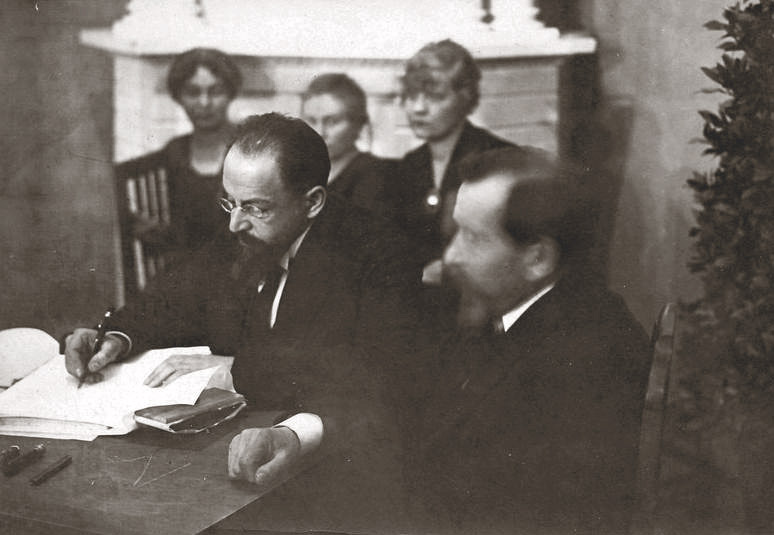
Adolf Joffe et Jaan Poska, de gauche à droite, lors de la signature.

## Contenu du traité
Il commence par la reconnaissance de l'indépendance de l'Estonie, avec comme frontière une ligne à l'est de la Narva puis au milieu des lacs Peïpous, Lämmi et de Pskov et englobant le comté de Petseri (en). Le texte confirme l'abandon de la dette due à l'Empire russe (15 millions de roubles soit 11,6 tonnes d'or). De plus, la RSFSR s'engage à construire une ligne de chemin de fer Moscou-Narva et donne un droit d'exploitation forestière en terre russe sur 1 000 000 d'hectares.
Il reconnaît aussi le droit au retour des populations estoniennes de Russie (environ 190 000 personnes) et le droit pour les populations russes en Estonie de choisir leur allégeance. Le traité de Tartu marque un temps fort pour la RSFSR qui signera ensuite avec la Lituanie le 12 juillet, la Lettonie le 11 août, la Finlande le 14 octobre 1920 et la Pologne le 18 mars 1921.

## Suite
Cette signature donne la première impulsion pour une autonomie de l'Estonie ; mais les termes du traité ne seront pas tous remplis comme le retour des trésors pillés pendant la guerre dans les églises, l'université de Tartu, le droit d'usage de la forêt. C'est aussi pour Lénine et la RSFSR la première reconnaissance diplomatique.
Ce traité, s'il a été signé par la Russie, n'a pas été ratifié. Aussi, il n'a pas trouvé exécution. En 2020, soit 100 ans après la signature de ce traité, certains hommes politiques, dont Henn Põlluaas (en), Président du Riigikogu, appelle la Russie à restituer les « territoires estoniens occupés ». Cependant, pour la Russie, « la question des revendications territoriales de l’Estonie à l’égard de la Russie est close une bonne fois pour toutes ».

## Position soviétique
Le commissaire du peuple aux Affaires étrangères Tchitcherine, expliquant l'importance du traité, a déclaré : « Nous avons toujours compté avec le fait que c'est comme une répétition générale d'un accord avec l'Entente. Étendre les bienfaits des grandes perspectives, pour la bourgeoisie, de l'accord avec nous. Ces perspectives ne sont pas divulguées à la bourgeoisie estonienne et sont surveillées attentivement par la bourgeoisie britannique. Chaque mot prononcé à St Georges (ancien nom de Tartu), avait une résonance sur les bords de la Tamise et pendant ces négociations nous avons parlé de ces concessions, qui peuvent être accordées à des capitalistes étrangers et des risques d'un important échange de marchandises, de matières premières avec l'étranger et de la livraison des machines de l'étranger. Tout cela conduit à ce que les négociations ont joué un grand rôle beaucoup plus qu'il n'y paraît à première vue »